# Александровщина (Ленинградская область)
Александровщина — деревня в Доможировском сельском поселении Лодейнопольского района Ленинградской области.

## История
Согласно плану западной части Лодейнопольского уезда 1818 года на месте современной деревни обозначена деревня Конев, деревня Александровщина находилась к югу от неё.

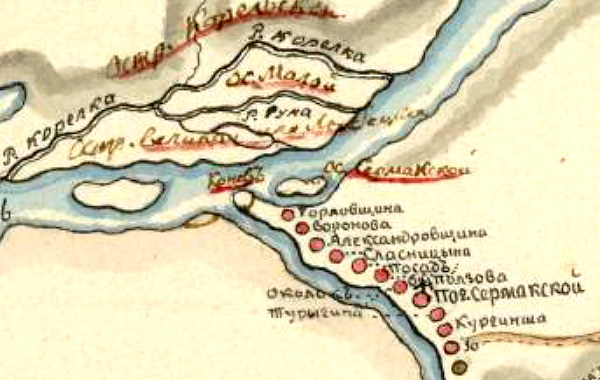
Деревни Александровщина и Конев на плане 1818 года

Деревня Александровщина упоминается на карте Санкт-Петербургской губернии Ф. Ф. Шуберта 1834 года.

АЛЕКСАНДРОВЩИНА — деревня при реке Ояти, число дворов — 11, число жителей: 23 м. п., 26 ж. п.; Часовня православная. (1879 год)

АЛЕКСАНДРОВЩИНА (НОСОК ВОРОНОВО) — деревня при устье реки Свири с рекой Оятью, население крестьянское: домов — 17, семей — 17, мужчин — 19, женщин — 38, всего — 57; некрестьянское:  домов — 2, семей — 2, мужчин — 3, женщин — 4; лошадей — 7, коров — 16, прочего — 13. (1905 год)

В конце XIX — начале XX века деревня административно относилась к Заостровской волости 1-го стана Лодейнопольского уезда Олонецкой губернии.
Согласно карте Ленинградской области Северо-западного аэрогеодезического треста ГГУ издания 1932 года деревня насчитывала 12 крестьянских дворов. В деревне находилась пристань на реке Свирь.
По данным 1933 года деревня называлась Александровщино и входила в состав Сермакского сельсовета Пашского района.

Деревня Александровщина на карте РККА 1940 года

На топографической карте РККА 1940 года деревня обозначена как безымянный населённый пункт к северу от деревни Горловщина 1-я, в котором находилась переправа через реку Свирь.
На 1 января 1950 года в деревне Александровщина числилось 5 хозяйств и 12 жителей.
По данным 1966 и 1973 годов деревня Александровщина входила в состав Доможировского сельсовета Волховского района.
По данным 1990 года деревня Александровщина входила в состав Доможировского сельсовета Лодейнопольского района.
В 1997 году в деревне Александровщина Доможировской волости проживали 13 человек, в 2002 году — 14 человек (все русские).
С 1 января 2006 года в составе Вахновакарского сельского поселения.
В 2007 году в деревне Александровщина Вахновокарского СП проживали 8 человек, а в 2010 году — 6 человек.
С 2012 года в составе Доможировского сельского поселения.

## География
Деревня расположена в западной части района к западу от автодороги Р21 (E 105) «Кола» (Санкт-Петербург — Петрозаводск — Мурманск).
Расстояние до административного центра поселения — 7 км.
Расстояние до ближайшей железнодорожной станции Оять-Волховстроевский — 7,5 км.
Деревня находится в месте слияния двух рек: на левом берегу Свири и правом берегу устья реки Оять.

## Демография
| 1879 | 1905 | 1950 | 1997 | 2007 | 2010 | 2014 |
| ---- | ---- | ---- | ---- | ---- | ---- | ---- |
| 49   | ↗64  | ↘12  | ↗13  | ↘8   | ↘6   | ↘3   |
| 2017 |      |      |      |      |      |      |
| ↗4   |      |      |      |      |      |      |

### Национальный состав
Согласно данным Всероссийской переписи населения 2021 года в деревне проживали 9 человек, из них:
 русские — 7, остальные национальность не указали.

## Инфраструктура
По данным администрации Доможировского сельского поселения:
- на 1 января 2014 года в деревне было зарегистрировано 3 домохозяйства и 7 жителей[20].
- на 1 января 2021 года в деревне было зарегистрировано 4 домохозяйства и 4 жителя[21].